# División de Honor femenina de balonmano 2022/23
Die División de Honor 2022/2023 war die 66. Spielzeit der höchsten Spielklasse im spanischen Frauenhandball, die 40. der División de Honor. Nach dem Hauptsponsor wird sie Liga Guerreras Iberdrola genannt. Der Verband RFEBM war Ausrichter der Meisterschaft, die der Verein Costa del Sol Málaga gewann.

## Teams
Zwölf Teams spielten in der Saison 2022/2023: Costa del Sol Málaga, Super Amara Bera Bera, Caja Rural Aula Valladolid, Mecalia Atl. Guardes, Grafometal La Rioja, Zubileta Evolution Zuazo, KH-7 BM. Granollers, atticgo Balonmano Elche, Rocasa Gran Canaria, motive.co Gijón, Conservas Orbe Rubensa BM Porriño, Gurpea Beti Onak Azparren Gestión. Titelverteidiger war Balonmano Bera Bera.

## Modus
Die Spielzeit wurde in einem neuen Modus ausgetragen: Die zwölf Teams traten zunächst jeder gegen jeden in Heim- und Rückspiel an. Die acht besten Teams dieser Spiele ermittelten dann den Meister, die vier letztplatzierten Teams spielten um den Klassenerhalt bzw. gegen den Abstieg in die División de Honor Oro.

## Tabelle nach der ersten Phase
| Pl.                                                 | Verein                                | Sp. | S  | U | N  | Tore      | Diff. | Punkte  |
| --------------------------------------------------- | ------------------------------------- | --- | -- | - | -- | --------- | ----- | ------- |
| 1.                                                  | Super Amara Bera Bera (M)             | 22  | 19 | 1 | 2  | 0690:5110 | +179  | 039:50  |
| 2.                                                  | Costa del Sol Málaga                  | 22  | 14 | 2 | 6  | 0603:5540 | +49   | 030:140 |
| 3.                                                  | Rocasa Gran Canaria                   | 22  | 13 | 3 | 6  | 0619:5740 | +45   | 029:150 |
| 4.                                                  | atticgo Balonmano Elche               | 22  | 12 | 3 | 7  | 0542:5040 | +38   | 027:170 |
| 5.                                                  | Conservas Orbe Rubensa BM Porriño     | 22  | 12 | 2 | 8  | 0568:5480 | +20   | 026:180 |
| 6.                                                  | Mecalia Atl. Guardes                  | 22  | 11 | 1 | 10 | 0548:5280 | +20   | 023:210 |
| 7.                                                  | Caja Rural Aula Valladolid            | 22  | 9  | 4 | 9  | 0582:5970 | −15   | 022:220 |
| 8.                                                  | motive.co Gijón                       | 22  | 10 | 0 | 12 | 0519:5620 | −43   | 020:240 |
| 9.                                                  | KH-7 BM. Granollers                   | 22  | 6  | 6 | 10 | 0525:5350 | −10   | 018:260 |
| 10.                                                 | Gurpea Beti Onak Azparren Gestión (N) | 22  | 7  | 1 | 14 | 0525:5900 | −65   | 015:290 |
| 11.                                                 | Zubileta Evolution Zuazo              | 22  | 2  | 4 | 16 | 0525:6140 | −89   | 08:360  |
| 12.                                                 | Grafometal La Rioja (N)               | 22  | 3  | 1 | 18 | 0476:6050 | −129  | 07:370  |
| Quelle: www.rfebm.com, RFEBM, Stand: 15. April 2023 |                                       |     |    |   |    |           |       |         |

Legende:

## Spiele um den Klassenerhalt (Play-down)
Die vier Letztplatzierten der ersten Phase spielten jeder gegen jeden in Heim- und Rückspiel gegeneinander um den Klassenerhalt. Aus der ersten Phase wurden die in den direkten Begegnungen untereinander erzielten Punkte in die Playoffs mitgenommen. Zu Beginn der Runde hatten Gurpea Beti Onak Azparren Gestión neun Punkte, KH-7 BM. Granollers acht Punkte, Grafometal La Rioja vier Punkte sowie Zubileta Evolution Zuazo drei Punkte durch die Spiele gegeneinander in der ersten Runde eingebracht.
Die Runde wurde vom 29. April bis 27. Mai 2023 ausgetragen.
Die Teams auf den Plätzen 3 und 4 dieser Runde stiegen in die División de Honor Oro ab. Das waren Zubileta Evolution Zuazo und Grafometal La Rioja. Die Teams auf den Plätzen 1 und 2 (Beti Onak und Granollers) hatten die gleiche Punktzahl erreicht; hier entschied der direkte Vergleich in der Play-down-Runde (21:21, 27:26).
| Pl.                                              | Verein                                | Sp. | S | U | N | Tore      | Diff. | Punkte  |
| ------------------------------------------------ | ------------------------------------- | --- | - | - | - | --------- | ----- | ------- |
| 1.                                               | Gurpea Beti Onak Azparren Gestión (N) | 12  | 6 | 2 | 4 | 0280:2800 | ±0    | 014:100 |
| 2.                                               | KH-7 BM. Granollers                   | 12  | 5 | 4 | 3 | 0301:2740 | +27   | 014:100 |
| 3.                                               | Zubileta Evolution Zuazo              | 12  | 5 | 2 | 5 | 0283:2870 | −4    | 012:120 |
| 4.                                               | Grafometal La Rioja (N)               | 12  | 3 | 2 | 7 | 0268:2910 | −23   | 08:160  |
| Quelle: www.rfebm.com RFEBM, Stand: 27. Mai 2023 |                                       |     |   |   |   |           |       |         |

Legende:

## Spiele um die Plätze 1 bis 8 (Play-off por el título)
Die acht besten Teams nach der ersten Phase spielten untereinander die Meisterschaft in Playoffs aus.

### Viertelfinale
Im Viertelfinale spielten die Teams in Hin- und Rückspiel um den Einzug ins Halbfinale. Das Team auf Platz 8 spielte gegen das Team auf Platz 1, der Siebtplatzierte gegen den Zweitplatzierten, das Team auf Platz 6 gegen das Team auf Platz 3 und der Fünftplatzierte spielte gegen das Team auf Platz 4. Das Recht auf das erste Heimspiel stand dabei jeweils dem in der ersten Phase schlechter platzierten Team zu. Das Team, das aus den beiden Spielen die meisten Tore erzielte, zog ins Halbfinale ein.
Die Spiele wurden vom 28. April bis zum 10. Mai 2023 ausgetragen.
|                                        |                              | Hinspiel | Rückspiel | Gesamtsieger            |
| -------------------------------------- | ---------------------------- | -------- | --------- | ----------------------- |
| motive.co Gijón (8.)                   | Super Amara Bera Bera (1.)   | 21:31    | 31:30     | Super Amara Bera Bera   |
| Caja Rural Aula Valladolid (7.)        | Costa del Sol Málaga (2.)    | 25:24    | 22:27     | Costa del Sol Málaga    |
| Mecalia Atl. Guardes (6.)              | Rocasa Gran Canaria (3.)     | 28:28    | 21:25     | Rocasa Gran Canaria     |
| Conservas Orbe Rubensa BM Porriño (5.) | atticgo Balonmano Elche (4.) | 20:24    | 21:25     | atticgo Balonmano Elche |

### Halbfinale
Im Halbfinale spielten die Teams in Hin- und Rückspiel um den Einzug ins Finale. Das Recht auf das erste Heimspiel stand dabei jeweils dem in der ersten Phase schlechter platzierten Team zu. Das Team, das zwei Spiele gewinnen konnte, zog ins Finale ein.
|                         |                       | Hinspiel | Rückspiel | drittes Spiel | Gesamtsieger            |
| ----------------------- | --------------------- | -------- | --------- | ------------- | ----------------------- |
| atticgo Balonmano Elche | Super Amara Bera Bera | 28:27    | 28:30     | 26:22         | atticgo Balonmano Elche |
| Rocasa Gran Canaria     | Costa del Sol Málaga  | 33:35    | 27:30     | –             | Costa del Sol Málaga    |

Die Spiele wurden vom 13. bis 21. Mai 2023 ausgetragen. Während Costa del Sol Málaga beide Spiele gewann, musste zwischen atticgo Balonmano Elche und Super Amara Bera Bera, dem Vorjahresmeister, ein Entscheidungsspiel ausgetragen werden, das Elche in San Sebastián für sich entscheiden konnte.

### Finale
Im Finale spielten die Sieger des Halbfinales (atticgo Balonmano Elche und Costa del Sol Málaga) um die spanische Meisterschaft in Hin- und Rückspiel und ggf. einem Entscheidungsspiel. Das erste Heimspiel steht dem Team mit der schlechteren Platzierung nach der ersten Phase (atticgo Elche) zu. Das zweite und das ggf. notwendige dritte Spiel werden in der Halle des besser platzierten Teams (Costa del Sol Málaga) ausgetragen. Das Team, das zwei Spiele gewann, ist spanischer Meister dieser Spielzeit.
In der ersten Phase der Meisterschaft gab es zwischen atticgo Balonmano Elche und Costa del Sol Málaga am 6. Spieltag ein 23:23-Unentschieden in Elche und am 17. Spieltag einen 28:26-Auswärtssieg für Elche in Málaga. Der Termin für das erste Final-Spiel war der 25. Mai (in Elche), für das zweite Spiel (in Málaga) der 28. Mai. Das Entscheidungsspiel wurde am 31. Mai in Málaga ausgetragen. Für beide Teams wäre der Titelgewinn die erste spanische Meisterschaft. Costa del Sol Málaga gewann das Finale.
1. Spiel: atticgo Balonmano Elche – Costa del Sol Málaga 24:23 (10:10) (25. Mai 2023, Elche, Esperanza Lag, 1850 Zuschauer)
Elche: Morales, Rodrigues, Zhukova, Guilabert (1), Méndez (4), So Delgado (2), Bernabé (2), Do Nascimento (5), Van Zijl, Oppedal (1), Andreu (4), Gascó (2), Flores (1), Wolfs (2), Benítez; Málaga: Castellanos, Arderius (9) Cuadrado, Campigli (1), E. López (2), Doiro (3), Medeiros (4), Bravo, Pérez (2), Gutiérrez (1), Sánchez, Rojas (1), Fernández, Azcune
2. Spiel: Costa del Sol Málaga – atticgo Balonmano Elche 28:26 (12:10) (28. Mai 2023, Málaga, Ciudad Deportiva, ? Zuschauer)
Málaga: Castellanos, Arderius (10), Cuadrado, Campigli (3), E. López (3), Doiro (3), Medeiros; Bravo (5), Pérez (3), Gutiérrez, Sánchez (1), Rojas, Fernández, Azcune; Elche: Morales, Rodrigues, Zhukova, Guilabert (2), Méndez (2), So Delgado (5), Bernabé (1), Do Nascimento (1); Van Zijl (8), Oppedal (1), Andreu (1), Gascó (5), Flores, Wolfs, Benítez
3. Spiel: Costa del Sol Málaga – atticgo Balonmano Elche 30:26 (16:15) (31. Mai 2023, Málaga, Ciudad Deportiva, ? Zuschauer)
Málaga: Castellanos, Fernández, Doiro (6), Arderius (2), Campigli (3), E. López (9), Sánchez (1), Medeiros, Bravo (4), Cuadrado, Pérez (1), Gutiérrez, Rojas (4); Elche: Morales, Rodrigues, Guilabert, Méndez (2), Flores (1), Wolfs, Bernabé (1), Do Nascimento (4), Zhukova, Van Zijl (5), Oppredal (1), So Delgado (7), Benítez (3). Andreu (1), Gascó (1)

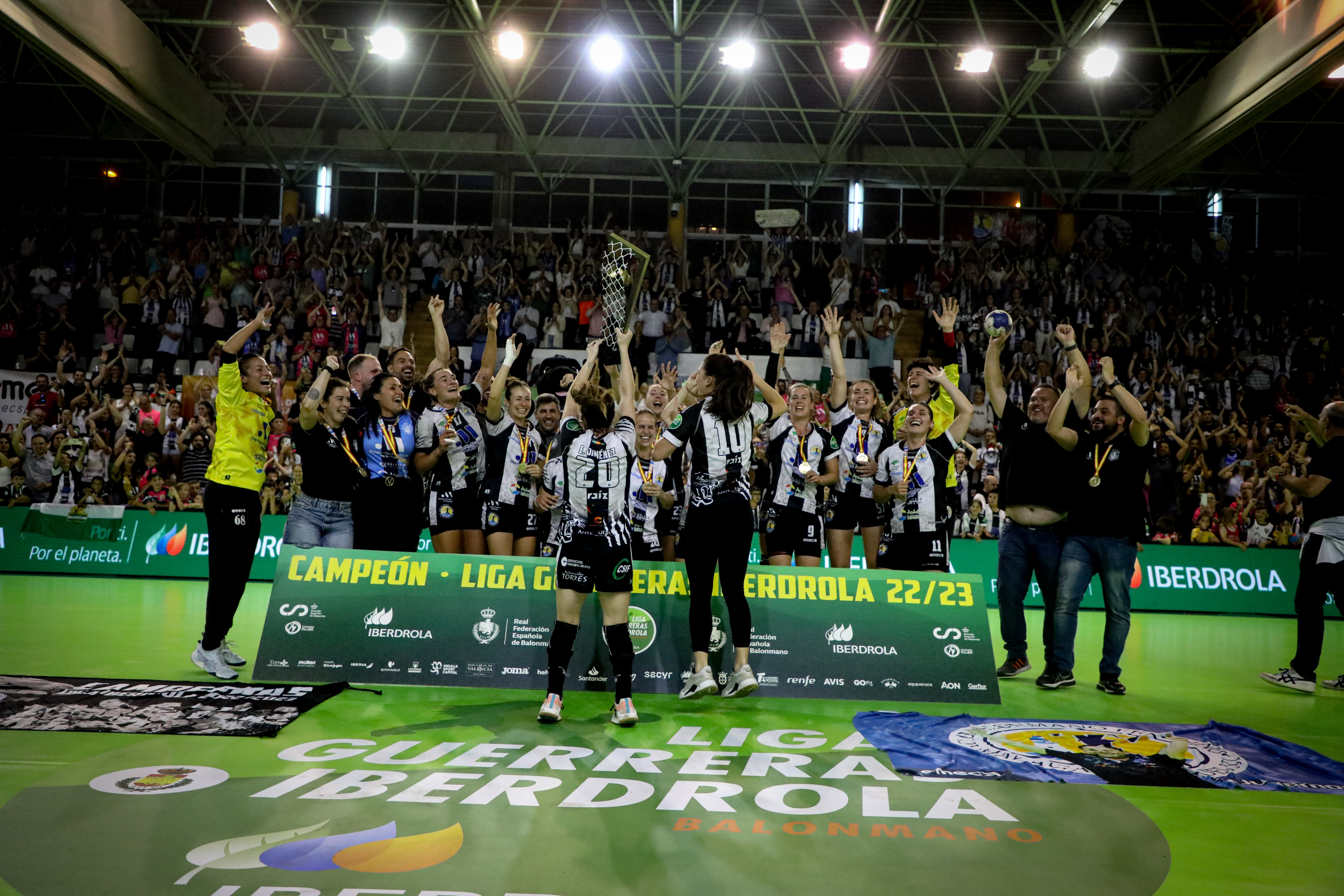
Die Frauen des Vereins Costa del Sol Málaga bei der Meisterfeier, 31. Mai 2023

Gesamtsieger und damit Meister der Saison 2022/2023: Costa del Sol Málaga
Team: Mercedes Castellanos, Virginia Fernández, Estela Doiro, Silvia Arderius, Rocio Campigli, Esperanza López, Laura Sánchez, Isabelle Medeiros, Sara Bravo, Elena Cuadrado, María Pérez, Almudena Gutierrez, Rocío Rojas, Soledad López, Sol Azcune, Gabriela Pessoa;
Trainer: Suso Gallardo
Zweiter Platz in der Meisterschaft 2022/2023: atticgo Balonmano Elche
Team: Nicole Morales, Pamela Rodrigues, Ekaterina Zhukova, Tessa van Zijl, Lisa Oppedal, Celia Guilabert, Patricia Méndez, Nuria Andreu, Danila So Delgado, Clara Gascó, María Flores, Zaira Benitez, Pipy Wolfs, Paola Bernabé, Alexandra do Nascimento, Raquel Moré, Udane Bernabé, Ivet Musons, Lucia Guilabert, Elena Martínez, Ángela Rodríguez, María Ruíz-Huidobro, Paula Agulló;
Trainer: Joaquín Rocamora

## Internationale Startplätze
Der spanische Handballverband bekam zwei reguläre Startplätze für die EHF European League. Diese gingen an Costa del Sol Málaga als Meister der Saison sowie an Super Amara Bera Bera, den Erstplatzierten nach der ersten Phase der Saison.
Im EHF European Cup war Rocasa Gran Canaria als Sieger der Spielzeit 2021/2022 gesetzt. atticgo Balonmano Elche erhielt einen zusätzlichen Startplatz im EHF European Cup 2023/2024.

## Beste Spielerinnen (Guerrera Iberdrola)
In jeder Spielwoche wurde eine Spielerin als „Guerrera Iberdrola“ gewählt:
- 1: Silvia Arderíus (Costa del Sol Málaga)
- 2: Olaia Luzuriaga (Gurpea Beti-Onak Azparren Gestión)
- 3: Teresa Álvarez (Caja Rural Aula Valladolid)
- 4: Nerea Gil (Zubileta Evolution Zuazo Barakaldo)
- 5: Nerea Gil (Zubileta Evolution Zuazo Barakaldo)
- 6: Jimena Laguna (Caja Rural Aula Valladolid)
- 7: Estela Carrera (Conservas Orbe Rubensa Porriño)
- 8: Paula Milagros (KH-7 Granollers)
- 10: Maitane Etxeberria (Super Amara Bera Bera)
- 11: Marina González (Grafometal La Rioja)
- 12: Kelly Rosa (Grafometal La Rioja)
- 13: Meriem Ezbida (Zubileta Evolution Zuazo)
- 14: Micaela Casasola (Conservas Orbe Rubensa Porriño)
- 15: Geandra Rodrigues (Grafometal Sporting La Rioja)
- 16: Marcela Arounian (Caja Rural Aula Valladolid)
- 17: Marina González (Grafometal La Rioja)
- 18: Macarena Sans (Gurpea Beti-Onak Azparren Gestión)
- 19: Micaela Casasola (Conservas Orbe Rubensa Porriño)
- 20: Marta Mera (KH-7 Granollers)
- 21: Patricia Encinas (Gurpea Beti-Onak Azparren Gestión)
- 22: Nicole Morales (Atticgo Elche)
- Viertelfinale: Nicole Morales (Atticgo Elche)
- Halbfinale: Nuria Andreu (Atticgo Elche)
- Play-down: Martina Capdevila (KH-7 Granollers)

### Ehrungen
Als MVP der Saison wurde Silvia Arderíus gewählt.
In das All-Star-Team wurden Nicole Morales, Danila So Delgado, María Flores, Sayna Mbengue, Maitane Etxeberría, Ona Vegué und Lyndie Tchaptchet gewählt.
Als bester Trainer wurde Joaquín Rocamora ausgezeichnet.
Micaela Casasola war mit 154 Toren beste Werferin.
Als beste Schiedsrichter wurden Jorge y Jesús Escudero geehrt.

## Tore
Beste Torwerferinnen nach der ersten Phase waren:
1. Micaela Casasola, Conservas Orbe Rubensa BM Porriño (144 Tore)
2. Sandra Santiago, Mecalia Atl. Guardes (123 Tore)
3. Jimena Laguna, Caja Rural Aula Valladolid (116 Tore)
4. Paula Valdivia, motive.co Gijón (111 Tore)
5. Valeska Lovera, Gurpea Beti-Onak Azparren Gestión (105 Tore)